# Ломбардска република
Ломбардска или Транспаданска република (итал. Repubblica Transpadana) била је привремена и међународно непризната влада успостављена у Милану. Једна је од Наполеонових вазалних држава.
Дана 10. маја 1796. године француска војска је поразила аустријске трупе у бици код Лодија и заузели Миланско војводство. Наполеон је Милану одузео вишевековну самосталност и успоставио управу над Ломбардијом чиме је прекинуо аустријски утицај у овом делу Италије и створио још једну марионетску државу. У Ломбардску републику је увео и француски револуционарни календар.
Управа је добила пуна грађанска овлашћења 29. октобра 1796. године и била је састављена од четири одељења: један за верске и културне послове, други за транспортне и инжињерске послов, трећи за финансије и порез, а четврти за трговачке и комерцијалне послове.
Нове Наполеонове победе довеле су до увећања територије Републике. Године 1797. Наполеон је Транспаданску републику прикључио Цисалпинској републици.